# 梅里迪安丘陵 (印第安納州)
梅里迪安丘陵（英語：Meridian Hills）是一個位於美國印地安納州馬里昂縣的城鎮。

## 人口
根據2010年美國人口普查的數據，梅里迪安丘陵的面積為3.82平方千米，當中陸地面積為3.82平方千米，而水域面積為0.00平方千米。當地共有人口1616人，而人口密度為每平方千米423人。